# مارتا مارتین
مارتا مارتین (انگلیسی: Marta Martin؛ زادهٔ ۱۰ سپتامبر ۱۹۶۶) بازیگر اهل ایالات متحده آمریکا است.
از فیلم‌ها یا برنامه‌های تلویزیونی که وی در آن نقش داشته‌است، می‌توان به مهارت‌هایی از این قبیل، پیشتازان فضا، تیم نایت رایدر، سی‌اس‌آی: میامی، سی‌اس‌آی: نیویورک و سی‌اس‌آی اشاره کرد.